# Rzeki Europy

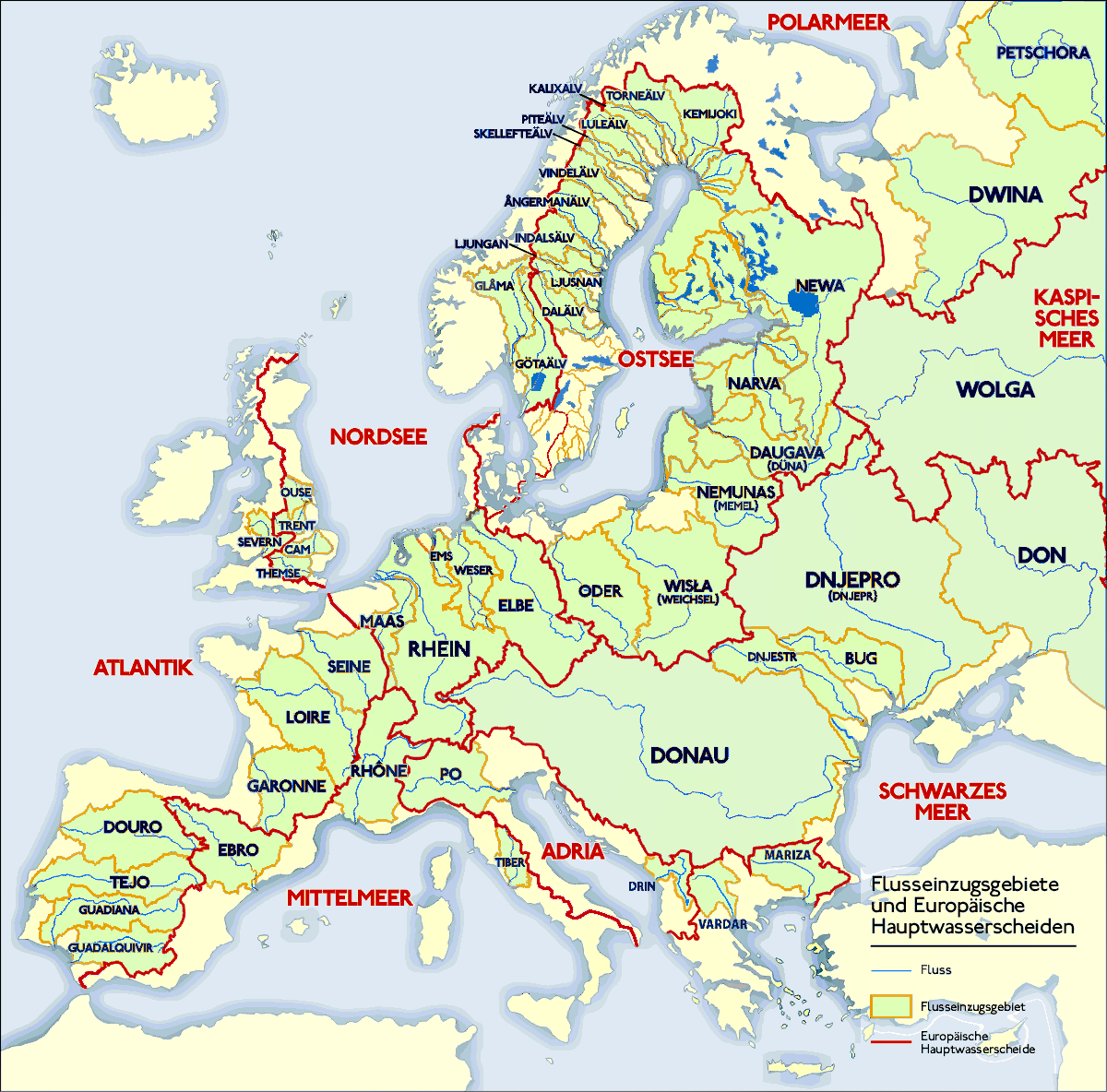
Główne rzeki Europy i kontynentalne działy wód

Lista przedstawiająca 20 najdłuższych rzek Europy:
|    | Rzeka   | Dł. (km) | Państwa                                                                                     | Pow. dorzecza w tys. km² | Zlewisko         |
| -- | ------- | -------- | ------------------------------------------------------------------------------------------- | ------------------------ | ---------------- |
| 1  | Wołga   | 3530     | Rosja                                                                                       | 1380                     | Morze Kaspijskie |
| 2  | Dunaj   | 2850     | Niemcy, Austria, Słowacja, Węgry, Chorwacja, Serbia, · Rumunia, Bułgaria, Mołdawia, Ukraina | 805                      | Morze Czarne     |
| 3  | Ural    | 2534     | Rosja, Kazachstan                                                                           | 220                      | Morze Kaspijskie |
| 4  | Dniepr  | 2201     | Rosja, Białoruś, Ukraina                                                                    | 503                      | Morze Czarne     |
| 5  | Don     | 1970     | Rosja                                                                                       | 443                      | Morze Azowskie   |
| 6  | Peczora | 1809     | Rosja                                                                                       | 327                      | Morze Peczorskie |
| 7  | Kama    | 1805     | Rosja                                                                                       | 507                      | Morze Kaspijskie |
| 8  | Oka     | 1500     | Rosja                                                                                       | 245                      | Morze Kaspijskie |
| 9  | Biełaja | 1430     | Rosja                                                                                       | 142                      | Morze Kaspijskie |
| 10 | Dniestr | 1362     | Ukraina, Mołdawia,                                                                          | 73                       | Morze Czarne     |
| 11 | Ren     | 1233     | Szwajcaria, Liechtenstein, Austria, Niemcy, Francja, Holandia                               | 224                      | Morze Północne   |
| 12 | Łaba    | 1165     | Czechy, Niemcy                                                                              | 144                      | Morze Północne   |
| 13 | Desna   | 1130     | Rosja, Ukraina                                                                              | 89                       | Morze Czarne     |
| 14 | Doniec  | 1053     | Rosja, Ukraina                                                                              | 99                       | Morze Azowskie   |
| 15 | Wisła   | 1047     | Polska                                                                                      | 194                      | Morze Bałtyckie  |
| 16 | Dźwina  | 1020     | Rosja, Białoruś, Łotwa                                                                      | 88                       | Morze Bałtyckie  |
| 17 | Tag     | 1007     | Hiszpania, Portugalia                                                                       | 80                       | Ocean Atlantycki |
| 18 | Loara   | 1006     | Francja                                                                                     | 121                      | Ocean Atlantycki |
| 19 | Cisa    | 966      | Ukraina, Rumunia, Węgry, Słowacja, Serbia                                                   | 157                      | Morze Czarne     |
| 20 | Prut    | 957      | Ukraina, Rumunia, Mołdawia                                                                  | 28                       | Morze Czarne     |

## Indeks

#### ABCDEFGHIJKLŁMNOPRSŚTUVWZŹŻ
Niektóre z zamieszczonych tu informacji wymagają weryfikacji.
Dokładniejsze informacje o tym, co należy poprawić, być może znajdują się w dyskusji tego artykułu.
 Po wyeliminowaniu niedoskonałości należy usunąć szablon {{Dopracować}} z tego artykułu.

## A
- Adour
- Adyga
- Aluta
- Arno

## B
- Biełaja
- Bidasoa
- Boh
- Bóbr
- Brda
- Bug
- Bzura
- Beuve

## C
- Cisa
- Czeremosz

## D
- Dalälven

- Dniepr (Ukraina)
  - Berezyna
  - Prypeć
    - Horyń

  - Teterew
    - Irsza
    - Hnyłopjat´

  - Desna
    - Sejm

  - Pseł

- Dniestr

- Don (Rosja)
  - Chopior
  - Doniec
    - Oskoł

- Dordogne

- Dunaj
  - Cisa
    - Marusza

  - Drawa
  - Inn
  - Lech
    - Drina

  - Morawa
  - Prut
  - Seret
- Duero
- Dwina
  - Wyczegda
  - Suchona
  - Waga
  - Pinega
- Desna
- Dźwina
- Drawa

## E
- Ebro
  - Segre
- Ems

## F
- Fan
- Fulda
- Flinta

## G
- Gail (Austria)
- Garonna (Francja)
  - Tarn
- Glomma
- Gudenå
- Gwadalkiwir
- Gwadiana
- Gwda

## H
- Hawela

## I
- Iskyr
- Izera
- Ina
- Inn

## J
- Júcar

## K
- Kama
- Kemijoki
- Klar
- Koprzywianka
- Kyrönjoki

## L
- Lafnitz (Austria, Węgry)
- Lauda (Litwa)
- Lima (Hiszpania/Portugalia)
- Loara (Francja)
  - Cher
  - Vienne

## Ł
- Łaba
  - Soława
  - Sprewa
  - Wełtawa
- Łyna

## M
- Marica
- Men
- Mezeń
- Miño
- Mondego
- Moza
- Marna

## N
- Narew
- Neckar
- Newa
- Niemen
  - Wilia
- Niewiaża
- Noteć

## O
- Odra (Czechy, Polska, Niemcy)
  - Bóbr
  - Bystrzyca
  - Kaczawa
  - Kłodnica
  - Mała Panew
  - Nysa Kłodzka
  - Nysa Łużycka
  - Obrzyca
  - Olza
  - Opawa
  - Ruda
  - Ślęza
  - Warta
- Oka
- Onega
- Osym

## P
- Pad (Włochy)
- Peczora
  - Iżma
- Pregoła
- Pilica

## R
- Ren
  - Men (Niemcy)
  - Mozela
    - Saara

  - Ruhra
- Rodan (Francja)
  - Saona

## S
- San
- Sawa
- Segura
- Sekwana
  - Marna
  - Oise
    - Esches
- Severn
- Słupia
- Suchona

## T
- Tag
- Tamiza (Wielka Brytania)
- Torne
- Torysa
- Trent
- Tułoma
- Tyber

## U
- Umeälven
- Ural

## V
- Ver

## W
- Wardar
- Warta (Polska)
- Wełtawa (Czechy)
- Weselina (Bułgaria)
- Wezera (Niemcy)
- Wielikaja
- Wietługa
- Wisła (Polska)
- Wolbórka
  - Brda
  - Chechło
  - Drwęca
  - Dunajec
  - Kamienna
  - Narew z Bugiem
  - San
    - Solinka
    - Wisłok

  - Wda
- Wołga (Rosja)
  - Oka
    - Moskwa

  - Wietługa
  - Sura
  - Kama
    - Wiatka
    - Biełaja

  - Samara